# Diện tích bề mặt cơ thể
Trong sinh lý học và y học, diện tích bề mặt cơ thể (body surface area:BSA) là diện tích bề mặt được đo hay tính toán cơ thể người. Cho nhiều mục đích lâm sàng, BSA là một chỉ số tốt về khối lượng trao đổi chất hơn là trọng lượng cơ thể vì nó ít bị tác động bởi khối lượng mỡ bất thường. Mặc dù vậy, đã có một số chỉ trích về việc sử dụng BSA trong việc xác định liều lượng thuốc với chỉ số trị liệu rất nhỏ, chẳng hạn như hóa trị.
Điển hình có một biến thể gấp 4–10 độ thanh thải thuốc giữa các cá nhân do sự khác nhau trong hoạt động của các quá trình loại bỏ thuốc có liên quan đến yếu tố di truyền và môi trường. Điều này có thể dẫn đến quá liều và thiếu liều đáng kể (và tăng nguy cơ tái phát bệnh). Và cũng được cho là một yếu tố gây sai lệch trong các thử nghiệm giai đoạn I và II làm sớm vô tình từ chối sớm các loại thuốc hữu ích. Xu hướng thuốc cá nhân hóa là một cách tiếp cận để khắc phục điểm yếu này.

## Sử dụng
Ví dụ về việc sử dụng BSA:
- Độ thanh thải thận thường được chia cho BSA, tức là trên 1,73 mét vuông để đạt được sự đánh giá cao về tốc độ lọc cầu thận thực sự (GFR);
- Chỉ số khối cơ thể sử dụng một hình thức có sửa đổi một chút của BSA;
- Chỉ số tim là số đo cung lượng tim chia cho BSA, đưa ra phép xấp xỉ tốt hơn về cung lượng tim hiệu quả;
- Hóa trị thường được dùng liều theo BSA của bệnh nhân.
- Liều Glucocorticoid cũng được thể hiện dưới dạng BSA để tính toán liều duy trì hoặc để so sánh sử dụng liều cao với yêu cầu duy trì.

Một số bằng chứng cho thấy các giá trị BSA kém chính xác hơn ở các cực trị về chiều cao và cân nặng, trong khi đó Chỉ số khối cơ thể có thể ước lượng tốt hơn (đối với các thông số huyết động).

## Tính toán
Các cách tính khác nhau đã được công bố về BSA mà không cần đo trực tiếp. Trong các công thức sau, BSA tính bằng m2, W là khối lượng tính bằng kg và H là chiều cao tính bằng cm.
Được sử dụng rộng rãi nhất là công thức Du Bois, Du Bois, được chứng minh là có hiệu quả tương đương trong việc ước tính lượng mỡ cơ thể ở bệnh nhân béo phì và không béo phì, điều mà chỉ số khối cơ thể không làm được.
{\displaystyle {BSA}=0.007184\times W^{0.425}\times H^{0.725}}
Một công thức thường được sử dụng và đơn giản là công thức Mosteller:
{\displaystyle {BSA}={\sqrt {\frac {W\times H}{3600}}}=0.016667\times W^{0.5}\times H^{0.5}} or even simpler:{\displaystyle {BSA}={\sqrt {W\times H}}/{60}} or if Ht is height in m:{\displaystyle {BSA}={\sqrt {W\times Ht}}/{6}}
Các công thức khác cho BSA tính bằng m2 bao gồm:
| Haycock[8]            | {\displaystyle 0.024265\times W^{0.5378}\times H^{0.3964}}                                                                                 |
| Gehan and George[9]   | {\displaystyle 0.0235\times W^{0.51456}\times H^{0.42246}}                                                                                 |
| Boyd [10]             | {\displaystyle 0.0003207\times \mathrm {weight} \mathrm {(g)} ^{(0.7285-0.0188\log _{10}{\mathrm {weight} \mathrm {(g)} })}\times H^{0.3}} |
| or equivalently       | {\displaystyle 0.03330\times W^{(0.6157-0.0188\log _{10}{W})}\times H^{0.3}}                                                               |
| Fujimoto[11]          | {\displaystyle 0.008883\times W^{0.444}\times H^{0.663}}                                                                                   |
| Takahira[11]          | {\displaystyle 0.007241\times W^{0.425}\times H^{0.725}}                                                                                   |
| Shuter and Aslani[12] | {\displaystyle 0.00949\times W^{0.441}\times H^{0.655}}                                                                                    |
| Schlich[13]           | {\displaystyle 0.000975482\times W^{0.46}\times H^{1.08}} (women)                                                                          |
| Schlich[13]           | {\displaystyle 0.000579479\times W^{0.38}\times H^{1.24}} (men)                                                                            |
Một công thức dựa trên trọng lượng đã được đề xuất bởi Costeff và gần đây được xác nhận cho nhóm tuổi nhi đồng không bao gồm căn bậc hai, giúp sử dụng dễ dàng hơn. Đó là [4Wkg + 7] / [90 + Wkg].